# 슘스크

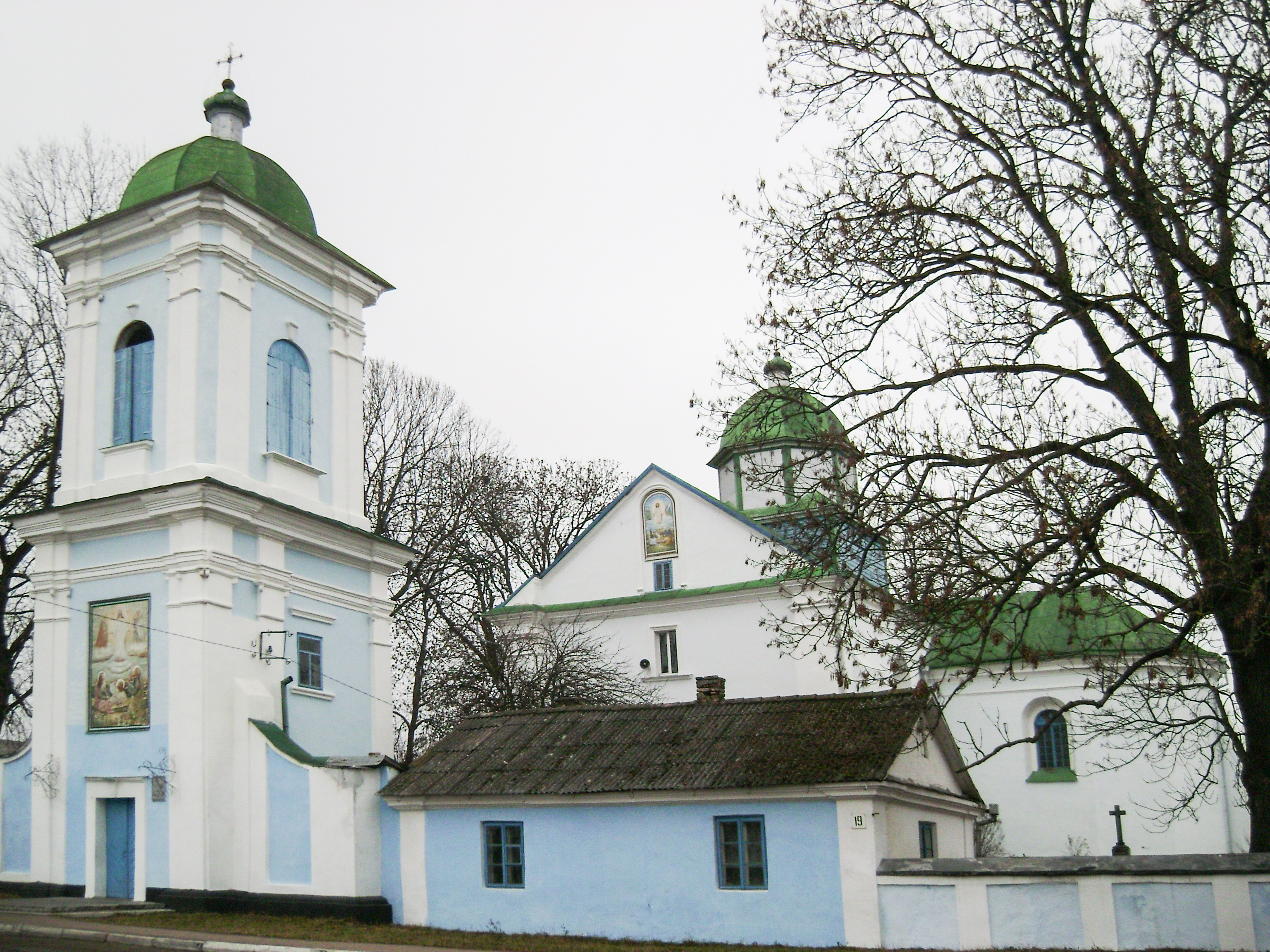

슘스크(우크라이나어: Шумськ)는 우크라이나 테르노필주의 도시이다. 2020년 7월 18일까지 슘스크는 슘스크군의 행정 중심지였다. 이 라욘은 2020년 7월 우크라이나의 행정 개혁의 일부로서 폐지되었다. 슘스크군 지역은 크레메네츠군으로 병합되었다.